# シティ・オブ・クイーンビアン

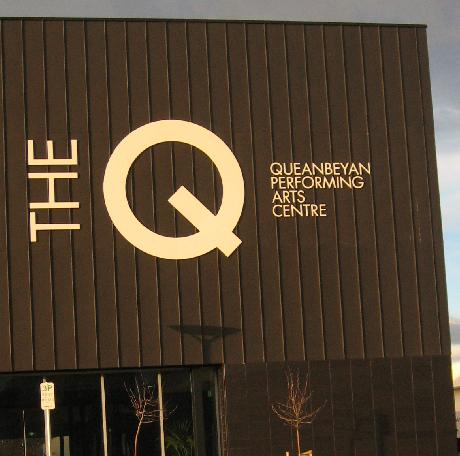
“The Q”（クイーンビアン・パフォーミング・アーツ・センター）

シティ・オブ・クイーンビアン（City of Queanbeyan）は、オーストラリア・ニューサウスウェールズ州の地方公共団体。

## 概要
市の中心に当たるクイーンビアンはキャンベラの東15キロメートルに位置する。市の北部から西部にかけてはオーストラリア首都特別地域（ACT）、東部から南部にかけてはパレラング・カウンシルと接する。
市の北部のACTの境界は、モロングロ川が形成する。また、市の中心部には、モロングロ川に注ぎ込むクイーンビアン川が流れる。
また、市内には、キャンベラと東海岸の町であるベートマンズ・ベイを結ぶ高速道路であるキングス・ハイウェイが横断する。

## 地理

### 行政区画

#### 構成サバーブ

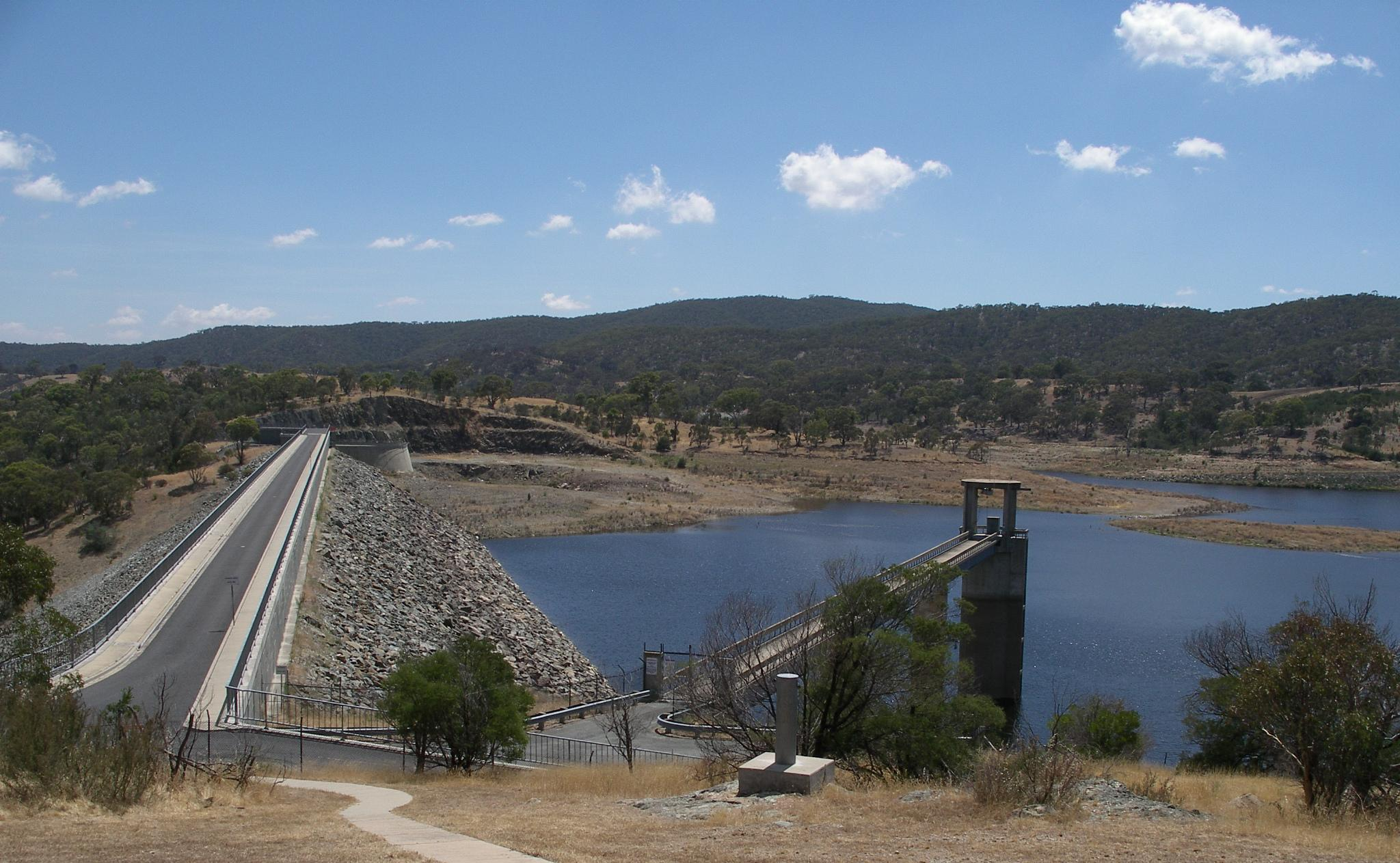
グーゴン・ダム

シティ・オブ・クイーンビアンは、以下のサバーブ及び村落で構成される。
- クイーンビアン
- カーウーラ（英語版）
- クレストウッド（英語版）
- エンヴィロナ（英語版）
- グーゴン（英語版）
- グリーンリー（英語版）
- ジェラボンベラ（英語版）
- カラバー（英語版）
- クイーンビアン・イースト（英語版）
- クイーンビアン・ウェスト（英語版）
- ロヤラ（英語版）
- トラリー（英語版）

- グーゴン・ダム（英語版）

## 歴史

### 沿革
- 2016年5月12日にパレラングカウンシルと合併し、クイーンビアン＝パレラングカウンシルとなる。

## 政治

### 議会
シティ・オブ・クイーンビアンの議会は、10人によって構成される。任期は4年。選挙区は1つ。市長は、市議会議員の中から投票で選出される。最新の議会選挙は、2012年9月8日に実施された。 無所属7議席、オーストラリア労働党が2議席、オーストラリア民主党が1議席を獲得した。市長は、無所属のTim Overall。

## 対外関係

### 姉妹都市・提携都市
姉妹都市
- 南アルプス市（日本国 中部地方 山梨県）
  - 1992年（平成4年）- 旧八田村と姉妹都市提携締結[3][4]。2004年再締結[3]。）